# Lijst van nummer 1-hits in de Nederlandse Single Top 100 in 1999
Deze hits stonden in 1999 op nummer 1 in de Mega Top 100, de voorloper van de huidige Nederlandse Single Top 100.
| Nummer | Datum        | Artiest         | Titel                                  |
| ------ | ------------ | --------------- | -------------------------------------- |
| 454    | 2 januari    | Emilia          | Big big world                          |
| 455    | 9 januari    | Cher            | Believe                                |
|        | 16 januari   | Cher            | Believe                                |
| 456    | 23 januari   | The Offspring   | Pretty fly (for a white guy)           |
|        | 30 januari   | The Offspring   | Pretty fly (for a white guy)           |
|        | 6 februari   | The Offspring   | Pretty fly (for a white guy)           |
| 457    | 13 februari  | 2Pac            | Changes                                |
|        | 20 februari  | 2Pac            | Changes                                |
|        | 27 februari  | 2Pac            | Changes                                |
| 458    | 6 maart      | Britney Spears  | ...Baby one more time                  |
|        | 13 maart     | Britney Spears  | ...Baby one more time                  |
|        | 20 maart     | Britney Spears  | ...Baby one more time                  |
|        | 27 maart     | Britney Spears  | ...Baby one more time                  |
|        | 3 april      | Britney Spears  | ...Baby one more time                  |
|        | 10 april     | Britney Spears  | ...Baby one more time                  |
| 459    | 17 april     | Vengaboys       | We're going to Ibiza!                  |
|        | 24 april     | Vengaboys       | We're going to Ibiza!                  |
|        | 1 mei        | Vengaboys       | We're going to Ibiza!                  |
|        | 8 mei        | Vengaboys       | We're going to Ibiza!                  |
|        | 15 mei       | Vengaboys       | We're going to Ibiza!                  |
|        | 22 mei       | Vengaboys       | We're going to Ibiza!                  |
| 460    | 29 mei       | Backstreet Boys | I want it that way                     |
| 461    | 5 juni       | Toy-Box         | Best friend                            |
|        | 12 juni      | Toy-Box         | Best friend                            |
|        | 19 juni      | Toy-Box         | Best friend                            |
|        | 26 juni      | Toy-Box         | Best friend                            |
| 462    | 3 juli       | Britney Spears  | Sometimes                              |
|        | 10 juli      | Britney Spears  | Sometimes                              |
| 463    | 17 juli      | Lou Bega        | Mambo No. 5 (A little bit of...)       |
|        | 24 juli      | Lou Bega        | Mambo No. 5 (A little bit of...)       |
|        | 31 juli      | Lou Bega        | Mambo No. 5 (A little bit of...)       |
|        | 7 augustus   | Lou Bega        | Mambo No. 5 (A little bit of...)       |
|        | 14 augustus  | Lou Bega        | Mambo No. 5 (A little bit of...)       |
|        | 21 augustus  | Lou Bega        | Mambo No. 5 (A little bit of...)       |
|        | 28 augustus  | Lou Bega        | Mambo No. 5 (A little bit of...)       |
| 464    | 4 september  | Eiffel 65       | Blue (Da ba dee)                       |
|        | 11 september | Eiffel 65       | Blue (Da ba dee)                       |
| 465    | 18 september | City to City    | The road ahead (Miles of the unknown)  |
|        | 25 september | City to City    | The road ahead (Miles of the unknown)  |
|        | 2 oktober    | City to City    | The road ahead (Miles of the unknown)  |
|        | 9 oktober    | City to City    | The road ahead (Miles of the unknown)  |
|        | 16 oktober   | City to City    | The road ahead (Miles of the unknown)  |
| 466    | 23 oktober   | R. Kelly        | If I could turn back the hands of time |
|        | 30 oktober   | R. Kelly        | If I could turn back the hands of time |
|        | 6 november   | R. Kelly        | If I could turn back the hands of time |
|        | 13 november  | R. Kelly        | If I could turn back the hands of time |
|        | 20 november  | R. Kelly        | If I could turn back the hands of time |
|        | 27 november  | R. Kelly        | If I could turn back the hands of time |
| 467    | 4 december   | Han van Eijk    | Leef (Big Brother tune)'               |
| 466    | 11 december  | R. Kelly        | If I could turn back the hands of time |
|        | 18 december  | R. Kelly        | If I could turn back the hands of time |
| 468    | 25 december  | Marco Borsato   | Binnen                                 |